# Fornastaðafjall
Fornastaðafjall är ett berg i republiken Island. Det ligger i regionen Norðurland eystra, 260 km nordost om huvudstaden Reykjavík. Toppen på Fornastaðafjall är 902 meter över havet.
Trakten runt Fornastaðafjall är nära nog obefolkad, med mindre än två invånare per kvadratkilometer. Närmaste större samhälle är Akureyri, omkring 17 kilometer sydväst om Fornastaðafjall. Trakten runt Fornastaðafjall består i huvudsak av gräsmarker.